# Adam Duce
Adam Duce (ur. 14 kwietnia 1972 w Oakland) – amerykański muzyk i kompozytor, basista, wokalista.
W 1992 roku był współzałożycielem amerykańskiej grupy muzycznej Machine Head, z której został zwolniony w lutym 2013 roku. Duce gra na gitarach basowych firmy Zon.

## Dyskografia
Machine Head
- Burn My Eyes (1994)
- The More Things Change... (1997)
- The Burning Red (1999)
- Supercharger (2001)
- Through the Ashes of Empires (2003)
- The Blackening (2007)
- Unto the Locust (2011)

Kompilacje różnych wykonawców
- Fist Of The North Star Soundtrack (1995)
- Heavy Metal 2000 Soundtrack (2000)
- Roadrunner United (2005)

## Instrumentarium
- Zon Sonus 4/1-35, black/fretted[3]
- Zon Sonus 4/1-35, Metallic red /fretted[3]
- Zon Sonus 4/1-35, Metallic green/fretted[3]
- Zon Sonus 4/1, Metallic green/fretted[3]